# Пизониано
Пизониа̀но (на италиански: Pisoniano) е село и община в Централна Италия, провинция Рим, регион Лацио. Разположено е на 532 m надморска височина. Населението на общината е 829 души (към 2010 г.).